# Benešek z Kravař
Benešek (Beneš) z Kravař († 1422 nebo 1423) byl moravský šlechtic, který byl příslušníkem rodu pánů z Kravař. 

## Život
Když zemřel jeho otec Jan z Kravař, Benešek byl teprve kojencem. Jeho matka Eliška II. z Hradce si vymohla, aby mohla svobodně nakládat se svým věnem a vdala se podruhé. Někdy se uvádí, že Benešek měl ještě staršího bratra Linharta, který je uveden pouze jednou v roce 1415. V každém případě však Benešek zdědil otcovy statky. Vlastnil panství Moravský Krumlov a díky svému příbuznému Lackovi z Kravař i Fulnek, Bílovec a Klimkovice.   
I když byl na počátku husitských válek přívržencem kališníků, byl donucen přísahat věrnost Zikmundovi Lucemburskému a účastnit se jeho tažení. Při jednom z nich v roce 1422 nebo 1423 zemřel. Jeho majetek zdědil příbuzný Jan Jičínský z Kravař a Fulneka. 